# Blues Hall of Fame

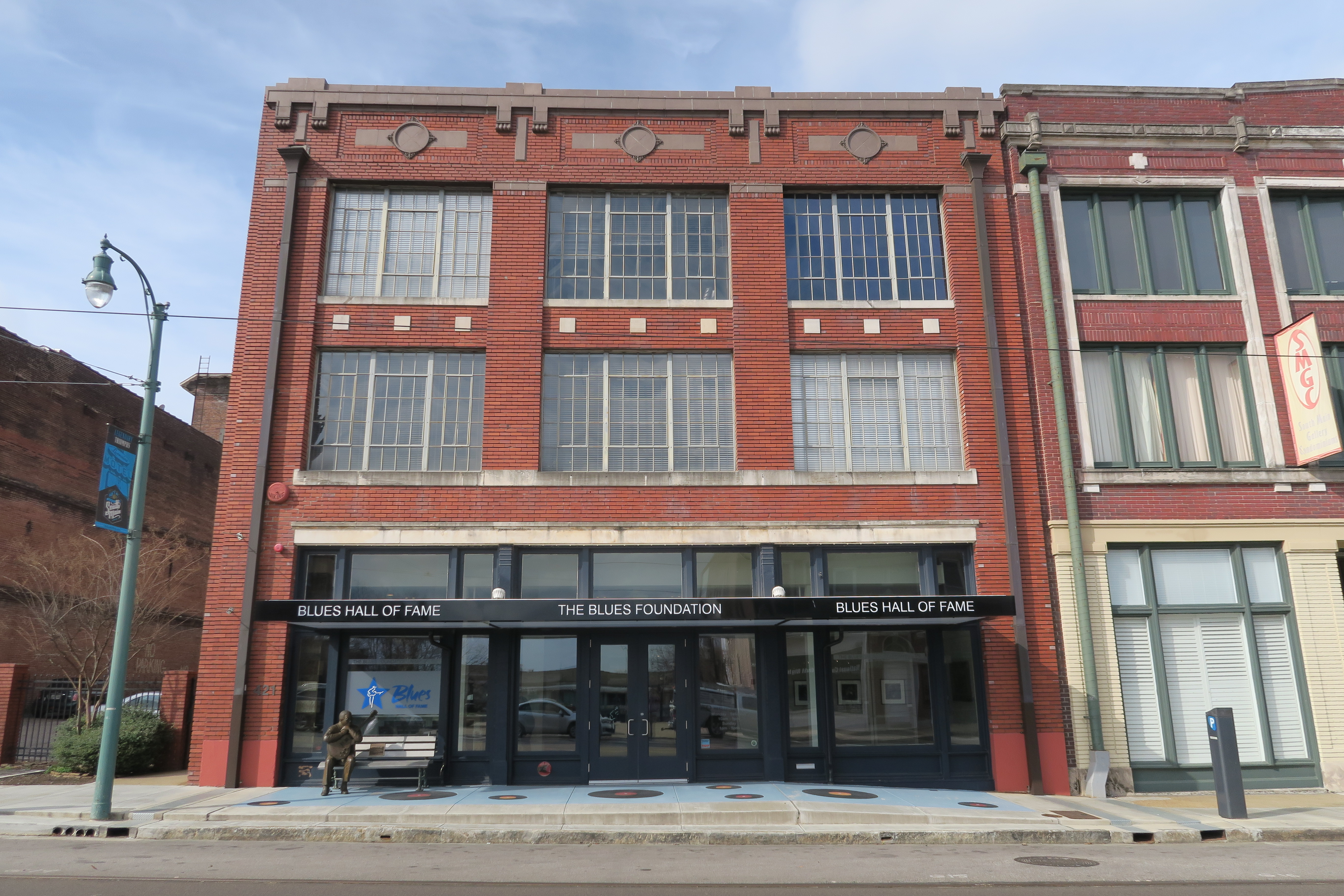
Blues Hall of Fame Museum på 421 South Main Street.

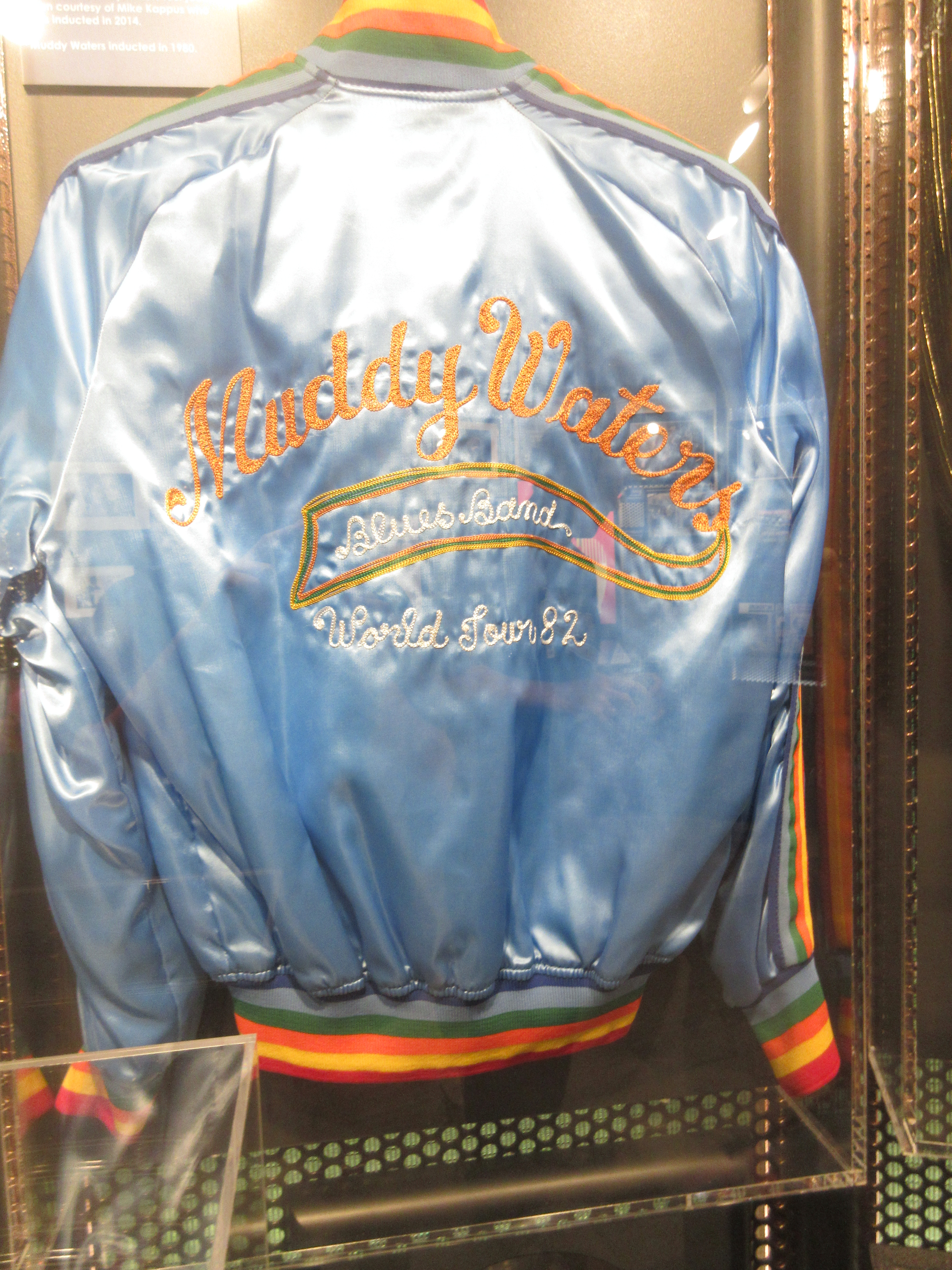
Jacka som bars av Muddy Waters under dennes världsturné 1982 på museet.

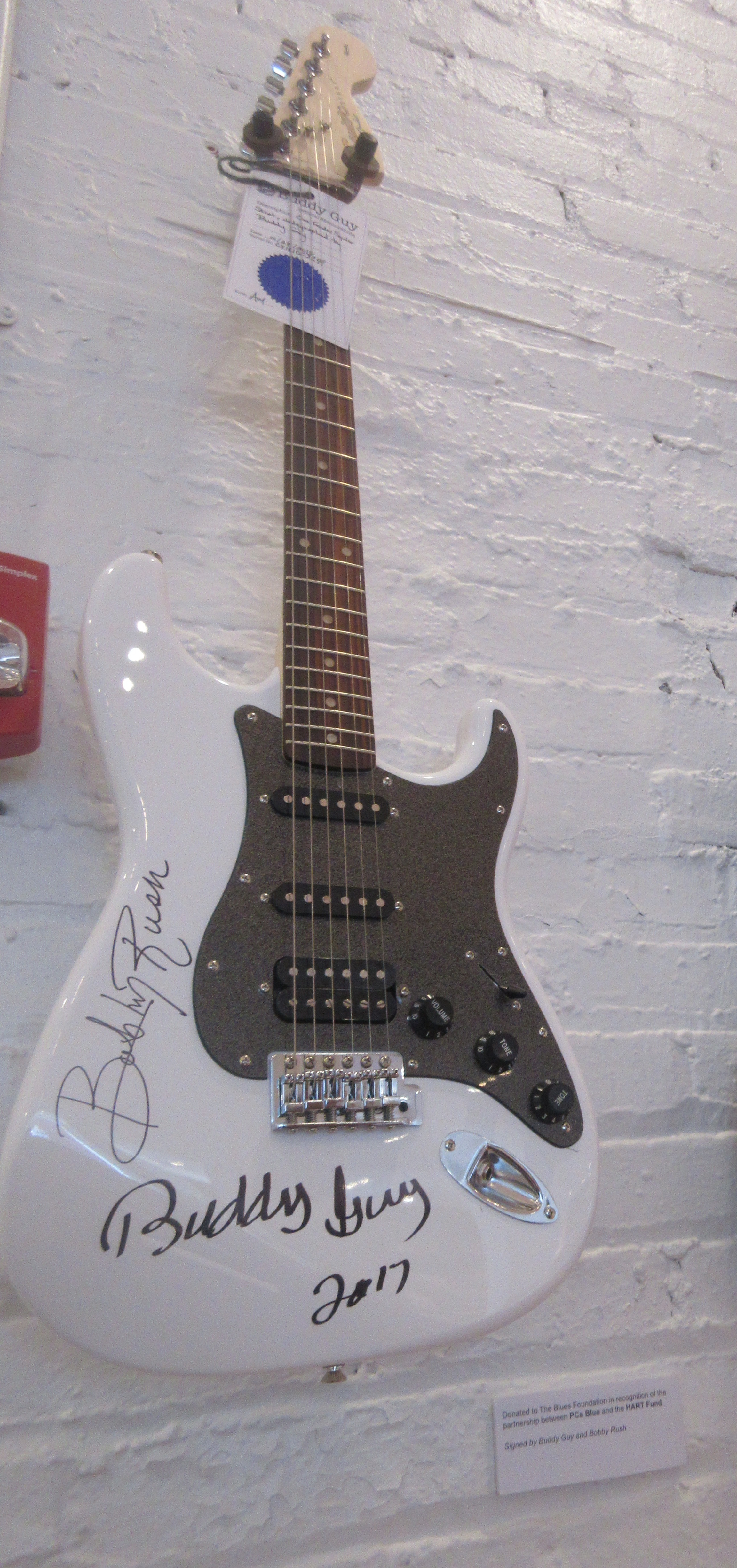
Gitarr som tillhört Buddy Guy.

Blues Hall of Fame är ett museum i Memphis, Tennessee som öppnade i maj 2015 och drivs av Blues Foundation. Inledningsvis var "Blues Hall of Fame" en lista, startad 1980, över artister som har bidragit förtjänstfullt till bluesen. 1982 utökades listan även till inspelningar (en kategori för vardera singlar och album) av och litteratur om blues och 1994 tillkom en kategori för personer som, utan att ha varit musiker i första hand ("non performers"), spelat stor roll för musiken.

## Invalda
| År          | Musiker | Icke-musiker                                                                          |
| ----------- | --- | ------------------------------------------------------------------------------------- |
| 1980        | - Big Bill Broonzy - Willie Dixon - John Lee Hooker - Lightnin' Hopkins - Son House - Howlin' Wolf - Elmore James - Blind Lemon Jefferson - Robert Johnson - Memphis Minnie - Charley Patton - Jimmy Reed - Bessie Smith - Otis Spann - T-Bone Walker - Muddy Waters - B.B. King - Little Walter - Sonny Boy Williamson I - Sonny Boy Williamson II |                                                                                       |
| 1981        | - Bobby "Blue" Bland - Roy Brown - Blind Willie McTell - Professor Longhair - Tampa Red |                                                                                       |
| 1982        | - Leroy Carr - Ray Charles - Big Walter Horton - Freddie King - Magic Sam |                                                                                       |
| 1983        | - Louis Jordan - Albert King - Ma Rainey - Big Joe Turner - Robert Nighthawk |                                                                                       |
| 1984        | - Big Mama Thornton - Hound Dog Taylor - Otis Rush |                                                                                       |
| 1985        | - Chuck Berry - Buddy Guy - J.B. Hutto - Slim Harpo |                                                                                       |
| 1986        | - Albert Collins - Tommy Johnson - Lead Belly |                                                                                       |
| 1987        | - Eddie Taylor - Percy Mayfield - Sonny Terry |                                                                                       |
| 1988        | - Mississippi John Hurt - Little Milton - Jay McShann - Johnny Winter |                                                                                       |
| 1989        | - Clifton Chenier - Robert Lockwood Jr. - Memphis Slim |                                                                                       |
| 1990        | - Blind Blake - Bukka White - Lonnie Johnson |                                                                                       |
| 1991        | - Sleepy John Estes - Billie Holiday - Fred McDowell - Sunnyland Slim |                                                                                       |
| 1992        | - Johnny Shines - Big Joe Williams - Skip James |                                                                                       |
| 1993        | - Champion Jack Dupree - Lowell Fulson |                                                                                       |
| 1994        | - Arthur "Big Boy" Crudup - Wynonie Harris | - Bill "Hoss" Allen - John Lomax - Alan Lomax - John Richbourg - Gene Nobles          |
| 1995        | - Jimmy Rogers | - Leonard Chess - Phil Chess                                                          |
| 1996        | - Charles Brown - David "Honeyboy" Edwards | - Pete Welding - Bob Koester                                                          |
| 1997        | - Brownie McGhee - Koko Taylor | - Bruce Iglauer                                                                       |
| 1998        | - Junior Wells - Luther Allison | - Lillian Shedd McMurry - Sam Phillips                                                |
| 1999        | - Roosevelt Sykes - Clarence "Gatemouth" Brown | - Chris Strachwitz - Lester Melrose                                                   |
| 2000        | - Johnny Otis - Stevie Ray Vaughan | - Dick Waterman                                                                       |
| 2001        | - Rufus Thomas - Etta James - Junior Parker | - Theresa Needham - Robert Palmer                                                     |
| 2002        | - Big Maceo Merriweather - Ruth Brown | - Jim O'Neal                                                                          |
| 2003        | - Fats Domino - Pinetop Perkins - Dinah Washington - Sippie Wallace | - Ralph Bass                                                                          |
| 2004        | - Bo Diddley - Blind Boy Fuller | - J. Mayo Williams                                                                    |
| 2005        | - Ike Turner - Walter Davis | - H.C. Speir                                                                          |
| 2006        | - Paul Butterfield - Bobby Rush - Roy Milton - James Cotton | - Bobby Robinson - Jerry Wexler - Joe, Jules, Lester och Saul Bihari                  |
| 2007        | - Dave Bartholomew - Dr. John - Eddie "Guitar Slim" Jones - Sister Rosetta Tharpe | - Art Rupe - Ahmet Ertegün                                                            |
| 2008        | - Johnny "Guitar" Watson - Jimmy McCracklin - Peetie Wheatstraw - Jimmy Witherspoon - Mississippi Sheiks - Hubert Sumlin | - John Hammond - Paul Oliver                                                          |
| 2009        | - Reverend Gary Davis - Taj Mahal - Irma Thomas - Son Seals | - Clifford Antone - Mike Leadbitter - Bob Porter                                      |
| 2010        | - Lonnie Brooks - Gus Cannon and Cannon's Jug Stompers - W.C. Handy - Amos Milburn - Charlie Musselwhite - Bonnie Raitt | - Peter Guralnick - Sonny Payne                                                       |
| 2011        | - Big Maybelle - Robert Cray - John Hammond - Alberta Hunter - Denise LaSalle - J. B. Lenoir | - Bruce Bromberg - Vivian Carter & Jimmy Bracken - Samuel Charters - John W. Work III |
| 2012        | - Billy Boy Arnold - Mike Bloomfield - Buddy & Ella Johnson - Furry Lewis - Lazy Lester - Matt Murphy - Frank Stokes - Allen Toussaint | - Doc Pomus - Horst Lippmann och Fritz Rau - Pervis Spann                             |
| 2013        | - Otis Clay - Earl Hooker - Little Brother Montgomery - Jimmie Rodgers - Joe Louis Walker - Jody Williams | - Dave Clark - Henry Glover - Cosimo Matassa                                          |
| 2014        | - Big Jay McNeely - Eddie Shaw - Eddie "Cleanhead" Vinson - R. L. Burnside - Robert Pete Williams | - Dick Shurman - Don Robey - Mike Kappus                                              |
| 2015        | - Eric Clapton - Little Richard - Tommy Brown |                                                                                       |
| 2016        | - Elvin Bishop - Eddy Clearwater - Jimmy Johnson - John Mayall - Memphis Jug Band | - Tommy Couch och Wolf Stephenson                                                     |
| 2017        | - Johnny Copeland - Henry Gray - Willie Johnson - Latimore - Magic Slim - Mavis Staples | - Amy van Singel (en av grundarna av Living Blues)                                    |
| 2018        | - The Aces - Georgia Tom Dorsey - Sam Lay - Mamie Smith - Pops Staples | - Al Benson                                                                           |
| 2019        | - Count Basie - Booker T. & the M.G.'s - Ida Cox - Pee Wee Crayton - Aretha Franklin | - Moses Asch                                                                          |
| 2020 - 2021 | - Eddie Boyd - Victoria Spivey - Billy Branch - Bettye LaVette - Syl Johnson - George "Harmonica" Smith | - Ralph Peer                                                                          |
| 2022        | - Lucille Bogan - Little Willie John - Johnnie Taylor | - Mary Katherine Aldin - Otis Blackwell                                               |
| 2023        | - Carey Bell - Junior Kimbrough - Esther Phillips - John Primer - Snooky Pryor - Fenton Robinson - Josh White | - David Evans                                                                         |
| 2024        | - Odetta - Jimmy Rushing - O.V. Wright - Scrapper Blackwell - Sugar Pie DeSanto - Lurrie Bell - Lil Ed and The Blues Imperials | - William Ferris                                                                      |
| 2025        | - Bob Stroger - William Bell - Blind Willie Johnson - Henry Townsend - Jessie Mae Hemphill | - Bob Geddins                                                                         |